# Саллі (Південна Кароліна)
Саллі (англ. Salley) — місто (англ. town) в США, в окрузі Ейкен штату Південна Кароліна. Населення — 329 осіб (2020).

## Географія
Саллі розташоване за координатами 33°34′12″ пн. ш. 81°18′14″ зх. д. / 33.57000° пн. ш. 81.30389° зх. д. (33.570057, -81.303980).  За даними Бюро перепису населення США в 2010 році місто мало площу 1,97 км², з яких 1,94 км² — суходіл та 0,03 км² — водойми.

## Демографія
Згідно з переписом 2010 року, у місті мешкало 398 осіб у 162 домогосподарствах у складі 103 родин. Густота населення становила 202 особи/км².  Було 197 помешкань (100/км²).
Расовий склад населення:
| - 52,8 % — чорних або афроамериканців - 44,0 % — білих - 0,5 % — корінних американців |

До двох чи більше рас належало 2,8 %. Частка іспаномовних становила 1,8 % від усіх жителів.
За віковим діапазоном населення розподілялося таким чином: 25,9 % — особи молодші 18 років, 55,0 % — особи у віці 18—64 років, 19,1 % — особи у віці 65 років та старші. Медіана віку мешканця становила 40,5 року. На 100 осіб жіночої статі у місті припадало 84,3 чоловіків;  на 100 жінок у віці від 18 років та старших — 78,8 чоловіків також старших 18 років.
Середній дохід на одне домашнє господарство  становив 34 847 доларів США (медіана — 23 523), а середній дохід на одну сім'ю — 46 278 доларів (медіана — 28 125). Медіана доходів становила 41 500 доларів для чоловіків та 21 563 долари для жінок. За межею бідності перебувало 22,2 % осіб, у тому числі 32,8 % дітей у віці до 18 років та 14,9 % осіб у віці 65 років та старших.
Цивільне працевлаштоване населення становило 116 осіб. Основні галузі зайнятості: освіта, охорона здоров'я та соціальна допомога — 35,3 %, роздрібна торгівля — 23,3 %, виробництво — 11,2 %, будівництво — 11,2 %.